# Aziz Mahamat Saleh
Aziz Mahamat Saleh, né le 21 février 1974 à N'Djamena (Tchad), est un homme politique tchadien. Il est ministre d'État, conseiller spécial à la présidence de la République depuis le 7 février 2025 et secrétaire général du Mouvement patriotique du salut (MPS) depuis le 29 janvier 2025.

## Biographie
Aziz Mahamat Saleh est né le 21 février 1974 à N'Djamena (Tchad).

### Formation
Il est diplômé d'une licence en droit des affaires obtenu à l'université d'Amiens en 1996. Ensuite, il obtient une maîtrise en droit des affaires à l'École des hautes études en sciences sociales en 1998, puis, un diplôme d'études approfondies de droit de l'économie internationale et de développement à l'université Paris-Descartes en 2000. Il est également titulaire d'un diplôme de cycle court d'évaluation des politiques publiques obtenu à l'École nationale d'administration en 2005,.

### Carrière
Aziz Mahamat Saleh travaille comme consultant pour le cabinet d'avocat Landwell & Partners entre janvier et octobre 2001 puis le cabinet PricewaterhouseCoopers et Fidafrica Tchad entre 2001 et 2002. Il devient par la suite directeur de cabinet du président de la Cour suprême de janvier à octobre 2004. De 2004 à 2005, il devient directeur général adjoint de la moralisation au ministère chargé du contrôle de l'État et de la Moralisation. De 2005 a 2009, il est le directeur de la dette au ministère des Finances et du Budget. Il est ministre de l'Économie entre 2014 et 2016. Il est gouverneur du Moyen-Chari, puis du Chari-Baguirmi entre 2016 et 2017. Il est ministre de la Santé publique de décembre 2017 à août 2019. Aziz Mahamat Saleh est nommé ministre de la Communication dans le gouvernement Kebzabo le 12 octobre 2022, poste qu'il quitte le 1er janvier 2024 pour le ministère des Infrastructures.
Le 29 janvier 2025, il est nommé secrétaire général du Mouvement patriotique du Salut, parti au pouvoir fondé par Idriss Déby,,,.
Aziz Mahamat Saleh quitte le gouvernement lors du remaniement de février 2025. Il est remplacé au ministère des Infrastructures, du Désenclavement et de l'Entretien routier par Amir Idriss Kourda. Le 7 février, il est nommé ministre d'État, conseiller spécial à la présidence.